# Funa Tonaki
Funa Tonaki (渡名喜 風南), née le 1er août 1995, est une judoka japonaise. Luttant dans la catégorie des moins de 48 kg, super-légers, elle est médaillée de bronze aux championnats d'Asie en 2016, puis elle remporte le titre mondial lors de l'édition 2017 de Budapest.

## Biographie
Funa Tonaki obtient ses premiers titres internationaux dans les catégories de jeunes, remportant les championnats asiatiques des moins de 21 ans à Hainan en 2013, puis les mondiaux de la même catégorie d'âge en 2015 à Abu Dhabi. La même année, obtient ses premiers résultats importants dans des compétitions séniors en prenant la deuxième place du Grand Prix de Budapest puis en remportant le Grand Prix de Qingdao. 
L'année suivante, elle obtient la médaille de bronze des championnats asiatiques à Tachkent, puis remporte son premier tournoi classé grand chelem, le Tournoi Grand Slam de Tyumen. En fin d'année, elle termine troisième d'un autre tournoi grand chelem, le tournoi de Tokyo. Elle commence son année 2017 par une victoire lors du Grand Prix de Düsseldorf. Lors des championnats asiatiques disputés à Hong Kong, elle termine à la cinquième place, éliminée par la Kazakhe Otgontsetseg Galbadrakh puis battue lors du match pour la médaille de bronze par la Coréenne Kang Yu-Jeong par disqualification. 
Sélectionnée pour les championnats du monde de Budapest, elle remporte le titre en s'imposant face à Urantsetseg Munkhbat,. En fin d'année, elle termine troisième du tournoi grand chelem de Tokyo, puis remporte le Masters mondial à Saint-Pétersbourg.
En 2018, elle est battue en finale des Championnats du monde de Bakou par l'Ukrainienne Daria Bilodid sur ippon.
Lors des Jeux olympiques d'été de 2020, elle perd en finale des -48 kg face à la Kosovare Distria Krasniqi et termine avec la médaille d'argent.

## Palmarès

### Compétitions internationales
| Année | Compétition                               | Lieu      | Résultat | Catégorie      |
| ----- | ----------------------------------------- | --------- | -------- | -------------- |
| 2013  | Championnats d'Asie des moins de 21 ans   | Hainan    | 1re      | Moins de 48 kg |
| 2015  | Championnats du monde des moins de 21 ans | Abu Dhabi | 1re      | Moins de 48 kg |
| 2016  | Championnats d'Asie                       | Tachkent  | 3e       | Moins de 48 kg |
| 2017  | Championnats du monde                     | Budapest  | 1re      | Moins de 48 kg |
| 2018  | Championnats du monde                     | Bakou     | 2e       | Moins de 48 kg |
| 2019  | Championnats du monde                     | Tokyo     | 2e       | Moins de 48 kg |
| 2020  | Jeux olympiques                           | Tokyo     | 2e       | Moins de 48 kg |

### Tournois Grand Chelem et Grand Prix
| Année | Compétition              | Lieu              | Résultat | Catégorie      |
| ----- | ------------------------ | ----------------- | -------- | -------------- |
| 2015  | Grand Prix Budapest      | Budapest          | 2e       | Moins de 48 kg |
| 2015  | Tournoi de Qingdao       | Qingdao           | 1re      | Moins de 48 kg |
| 2016  | Grand Slam de Tyumen     | Tioumen           | 1re      | Moins de 48 kg |
| 2016  | Grand Slam Tokyo         | Tokyo             | 3e       | Moins de 48 kg |
| 2017  | Grand Prix de Düsseldorf | Düsseldorf        | 1re      | Moins de 48 kg |
| 2017  | Grand Slam Tokyo         | Tokyo             | 3e       | Moins de 48 kg |
| 2017  | Masters mondial          | Saint-Pétersbourg | 1re      | Moins de 48 kg |
| 2018  | Grand Prix Zagreb        | Zagreb            | 3e       | Moins de 48 kg |
| 2018  | Grand Slam Osaka         | Osaka             | 1re      | Moins de 48 kg |
| 2019  | Grand Slam Düsseldorf    | Düsseldorf        | 1re      | Moins de 48 kg |
| 2019  | Grand Prix Budapest      | Budapest          | 1re      | Moins de 48 kg |
| 2021  | Masters mondial          | Doha              | 2e       | Moins de 48 kg |